# Арефино (Шуйский район)
Арефино — деревня в Шуйском районе Ивановской области России. Афанасьевское сельское поселение.

## География
Расположено в восточной части Шуйского района, к югу от трассы Р152 Шуя — Палех, в 9 км к востоку от города Шуи. К югу от деревни протекает река Внучка, левый приток Тезы.

## Население
| 1859 | 1905 | 2010 |
| ---- | ---- | ---- |
| 178  | ↗196 | ↗234 |

## Инфраструктура
Деревня соединена автобусным сообщением с г. Шуей (маршрут 423 ныне 26 маршрут). Имеется продуктовый магазин, ФАП. Основное предприятие — Сельскохозяйственный производственный кооператив — колхоз «Арефинский».

## История
Упоминается в «Списке населённых мест по сведениям 1859 года» как деревня «при колодцах»:
27 дворов, 86 мужчин, 92 женщины.